# Parque Wilcox
El Parque Wilcox en inglés: Wilcox Park, es un parque, jardín botánico y arboreto de 8 hectáreas (14 acres), inmerso en un "historic district" (distrito histórico) de 20 hectáreas (50 acres) de extensión que incluye 84 casas / edificios del barrio con casas de estilo Revival (incluyendo la oficina principal de correos y la biblioteca pública) en Westerly, Rhode Island.
Su código de reconocimiento internacional como institución botánica (en el Botanical Gardens Conservation International BGCI), así como las siglas de su herbario es WRI.
El "Wilox Pak" se encuentra enlistado en el Registro Nacional de Lugares Históricos desde 1973 como "Wilcox Park Historic District". 
Es bien conocido por la arquitectura que lo rodea, majestuosos jardines de césped y un hermoso paisaje definido por una zona de pradera abierta con árboles de los alrededores, un estanque de peces, monumentos y jardines perennes.

## Localización
Wilcox Park 44 Broad Street, Westerly, Washington county, Rhode Island RI 02891  United States of America-Estados Unidos de América.
Se encuentra abierto al público libremente, sin tarifa de entrada.

## Historia
El "Parque Wilcox" es propiedad y está mantenido por la Asociación "Memorial and Library Association of Westerly". El paquete original del terreno fue donado en 1898 por Harriet Wilcox en memoria de su esposo, Stephen Wilcox (quién inventó la caldera no explosiva y fundó, junto con su compañero Herman Babcock, la gigante empresa de ingeniería de Babcock & Wilcox). Harriet previó el área como un parque para ser disfrutado caminando por los ciudadanos que trabajan duro en Westerly y Pawcatuck. 
El parque fue diseñado por Warren H. Manning, un ex asociado de Frederick Law Olmsted y padre fundador de la Sociedad Americana de Arquitectos Paisajistas ("American Society of Landscape Architects ") (ASLA). Manning incorporó gran parte de la flora nativa existente en el diseño, la creación de un oasis en el corazón del centro de Westerly. La característica más importante del parque es su centro, una pradera abierta. La pradera solía tener unos hermosos árboles, cada uno situado como para estar absolutamente libre en su crecimiento y convirtiéndose así en el elemento dominante en el paisaje.
Otra gran adquisición de tierras en 1905 aumentó significativamente el tamaño del parque. Esta adquisición fue diseñada por el arquitecto paisajista, Frank Hamilton, quien extendió el concepto de Manning y logró la visión que este pretendía mediante la definición de los límites del parque con las características topográficas.
También destaca por sus notables contribuciones al parque el arquitecto paisajista, Arthur A. Shurcliff. Este diseñó las terrazas formales existentes junto a la biblioteca, su balaustrada de granito y la escalera en 1929. En 1930, diseñó la cuenca del granito octogonal y el patrón de pavimentación de piedra azul que rodea la fuente conmemorativa de Wilcox. Una vez más, en 1937, Shurcliff dejó su marca con el diseño del monumento de la guerra mundial, que incluye una balaustrada circular de granito, monumento de granito y piedra azul de pavimentación.

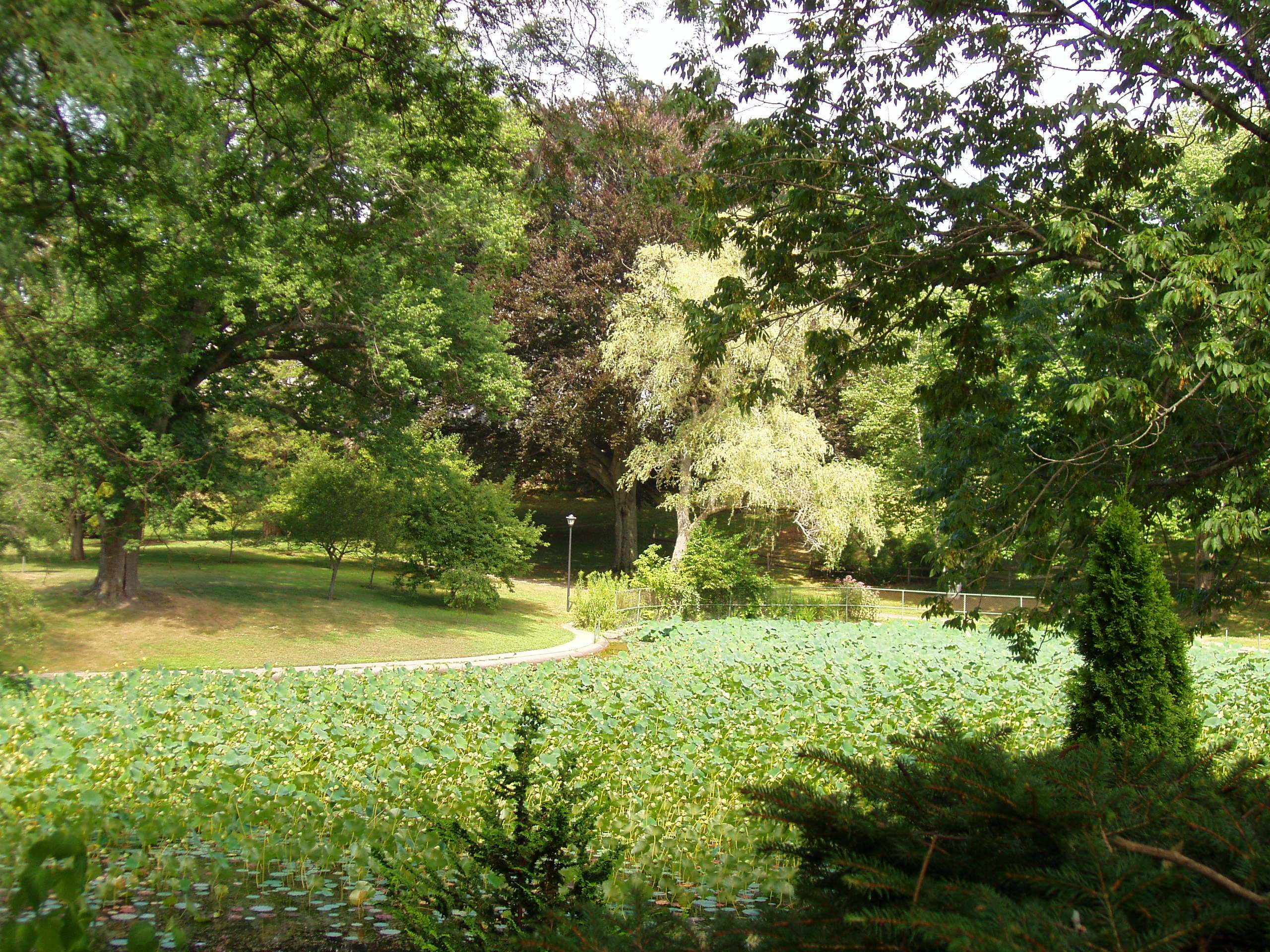
Charca en el Wilcox Park.

Sin embargo, en los esfuerzos de 1960 se comenzaron a desarrollar el parque, un jardín botánico. Especialidades actuales incluyen un jardín de coníferas enanas, jardín de hierbas, jardín de los sentidos, y jardín de perennes, coordinados por equipamientos de fina sillería de granito Westerly diseñado por el arquitecto paisajista Arthur Shurcliff  de 1929 a 1930.
El parque cuenta con una serie de monumentos y memoriales incluyendo la fuente conmemorativa Wilcox (1930), obra de John Francis Paramino y en honor de Harriet y Stephen Wilcox. Un árbol fue plantado en memoria del campeón de boxeo Rocky Marciano.
Hoy en día, Wilcox Park está administrado por manos privadas por el Consejo de Síndicos de la Biblioteca Pública de Westerly. Tanto el personal remunerado y no remunerado son responsables del mantenimiento de los jardines. En el 2006 el Consejo anunció un plan para restaurar el carácter original del parque mediante la sustitución de las muchas pasarelas y las luces de camino en malas condiciones.
El parque es el lugar de la "Summer Pops" por el Coro de Westerly (desde 1980) y la de las producciones de Shakespeare en el Parque gracias al Teatro Colonial.
Actualmente, Wilcox Park está considerado como un "Medallion Park" por la ASLA y está clasificado como "nacionalmente significante"  en el Registro Nacional de Lugares Históricos. 

## El arboreto
En los terrenos del Parque Wilcox se incluyen especies de América del Norte, Europa, China y Japón. 
Entre sus especies de árboles incluyen, Fagaceae, Pinaceae, Acer (8 spp., 12 taxones), Cornus (4 spp., 5 taxones), Magnolias (5spp., 6 taxones), Paeonia (19 taxones), Rosas (trepadores - 11 taxones), coníferas enanas (80 taxones)